# Agno (Filippine)
Agno è una municipalità di quarta classe delle Filippine, situata nella Provincia di Pangasinan, nella regione di Ilocos.
Agno è formata da 17 baranggay:
- Allabon
- Aloleng
- Bangan-Oda
- Baruan
- Boboy
- Cayungnan
- Dangley
- Gayusan
- Macaboboni
- Magsaysay
- Namatucan
- Patar
- Poblacion East
- Poblacion West
- San Juan
- Tupa
- Viga